# 圣弗洛朗斯 (吉伦特省)
圣弗洛朗斯（法語：Sainte-Florence，法語發音：[sɛ̃t flɔʁɑ̃s]）是法国吉伦特省的一个市镇，属于利布尔讷区。

## 地理
圣弗洛朗斯（44°48'46"N, 0°5'29"W）面积3.21 平方千米，位于法国新阿基坦大区吉倫特省，该省份为法国西南部沿海省份，是法國本土面积最大的省，北起滨海夏朗德省，西临大西洋，南至朗德省，东南接洛特-加龍省，东临多爾多涅省。
与圣弗洛朗斯接壤的市镇（或旧市镇、城区）包括：多尔多涅河畔锡夫拉克、梅里尼亚、圣佩德卡斯泰特、圣泰尔、圣樊尚-德佩蒂尼亚斯。

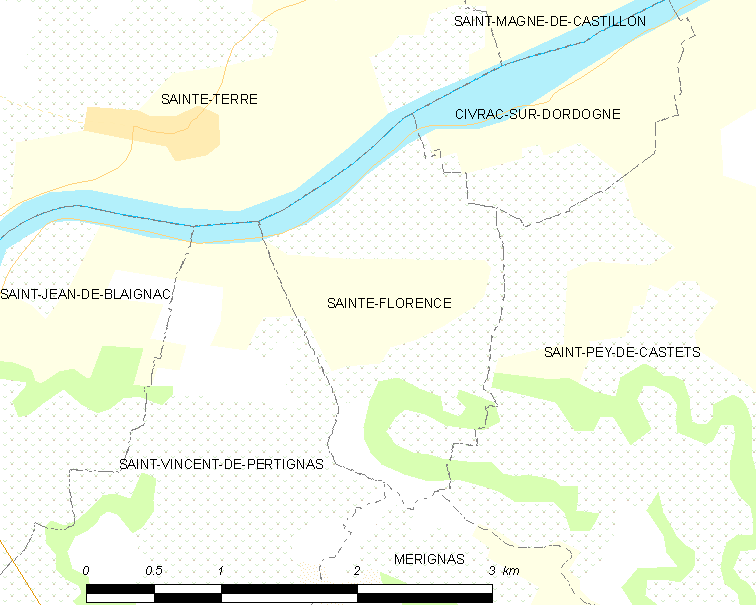
的OSM定位图

圣弗洛朗斯的时区为UTC+01:00、UTC+02:00（夏令时）。

## 行政
圣弗洛朗斯的邮政编码为33350，INSEE市镇编码为33401。

## 政治
圣弗洛朗斯所属的省级选区为多尔多涅山丘县。

## 人口

1962-2008年间人口变化图示

圣弗洛朗斯于2022年1月1日时的人口数量为146人。